# 춘천초등학교
춘천초등학교는 대한민국 강원특별자치도 춘천시에 있는 공립 초등학교로 춘천 중앙로3가에 있다.

## 학교 연혁
- 1896년 9월 17일 강원 관찰부공립소학교로 개교(1학급 12명)
- 1906년 9월 1일 춘천공립보통학교로 개칭
- 1938년 4월 1일 춘천본정공립심상소학교로 개칭
- 1941년 4월 1일 춘천본정공립국민학교로 개칭
- 1945년 9월 18일 춘천국민학교로 개칭
- 1963년 3월 1일 57학급 3,871명(학급수 최대)
- 1970년 3월 1일 55학급 3,973명(학생수 최대)
- 1996년 3월 1일 춘천초등학교로 개칭[1]
- 1996년 9월 17일 개교 100주년 기념행사, 육영관 및 기념탑 준공
- 1998년 3월 1일 병설유치원 개원
- 2003년 8월 31일 병설유치원 폐원
- 2009년 2월 12일 제100회 107명 졸업장 수여식(총 27194명)[2]
- 2009년 4월 1일 CI선포식(제100회 졸업기념 및 113주년)
- 2009년 12월 4일 학교 리모델링 및 강원지상다이빙훈련장 준공식
- 2019년 9월 1일 제43대 교장 신미호 취임
- 2020년 1월 8일 제111회 52명 졸업장 수여식(총 28,013명)

## 학교 상징
- 교화 - 붓꽃 : 오랜 세월 이 강산에 우리 겨레와 함께 깊이 뿌리 내린 우리의 붓꽃
- 교목 - 비술나무 : 눈부신 하늘 속에 푸른 꿈을 실고 배움터 우리 학교를 지켜온 나무
- 교조 - 까치 : 반가운 손님, 길조

## 참고 자료
- 춘천초등학교 - 한국교육학술정보원 학교알리미